# Drogden Fyr
Drogden Fyr ist ein Leuchtturm in Dänemark und wurde im Jahr 1937 als Senkkastengründung mit einem 13 Meter hohen aufgesetzten Turm samt Nebengebäuden in der Meeresenge Öresund zwischen Seeland (Dänemark) und Schweden eingeweiht. Der Bau nach einem Entwurf von Christian Bjørn Petersen dauerte 21 Monate vom 21. September 1935 bis zum 12. Juni 1937. Man wählte die Stelle zwischen Amager und Saltholm am südlichen Eingang zum Öresund ca. fünf Kilometer (drei Seemeilen) südöstlich von Dragør. Hier wurde seit 1838 Dänemarks zweitälteste Feuerschiffstation (Drogden Fyrskib) betrieben. Der Turm steht im freien Wasser und kann nur per Schiff erreicht werden.
Drogden Fyr ist ein großer rechteckiger Leuchtturm mit rot-weißen horizontalen Streifen und einer Galerie an der Laterne. Das Bauwerk verfügt über zwei Etagen im Untergeschoss, eine Decksetage sowie zwei Obergeschosse und eine Laterne in der Turmspitze. Der Maschinenraum mit doppelter Deckenhöhe ist der größte Raum im Untergeschoss. Der Turm steht auf einem elliptischen Steinfundament. Der Leuchtturm Drogden Fyr wurde mit allen Navigationshilfen für die passierende Schifffahrt ausgestattet. Ein noch vorhandenes, mittlerweile stillgelegtes Supertyfon (Nebelhorn) diente zur akustischen Warnung bei Nebel.
Der immer noch bemannte Turm steht so nahe an der stark befahrenden Schifffahrtsstraße des Öresunds, dass er mitunter als Hindernis betrachtet wird. Ein Abriss des Leuchtturmes wurde immer wieder diskutiert. Der Leuchtturm ist für Privatpersonen nicht zugänglich.
Die Radarbake von Drogden Fyr hat eine Reichweite von 40 Seemeilen.
Der nördlich am Eingang des Drogden-Sundes liegende Leuchtturm Nordre Røse Fyr wird vom Drogden Fyr ferngesteuert.